# История почты и почтовых марок Гамбии
История почты и почтовых марок Гамбии описывает развитие почтовой связи в Гамбии, государства-полуанклава в Западной Африке, окружённого Сенегалом, за исключением короткого отрезка побережья Атлантического океана на западе, со столицей в Банжуле, в период её существования в виде британской колонии (1869-1901), британской колонии и протектората (1901-1963), самоуправляемой британской колонии и протектората (1963-1965), независимого государства в составе британского Содружества наций (1965-1970), республики (1970-2015, с 2017), исламской республики (2015-2017).
Гамбия входит в число стран — участниц Всемирного почтового союза (ВПС; с 1974), а её нынешним национальным почтовым оператором является компания «Корпорация почтовой связи Гамбии» или GAMPOST (англ. Gambia Postal Services Corporation).

## Развитие почты
«Корабельные письма» известны с 1836 года. По имеющимся сведениям, с 1853 года отправка корреспонденции осуществлялась через Сьерра-Леоне. 
Почтовую связь на территории Гамбии учредили в 1858 году британские колониальные власти. С 1861 года письма гасились резиновыми штемпелями англ. «Paid» («Оплачено»). С 1861 года по 1869 год в Гамбии были в обращении почтовые марки Сьерра-Леоне.
В 1922 году по реке начало курсировать судно под названием «Принц Уэльский» («Prince of Wales»), доставляя почтовые отправления из Банжула в поселения вверх по реке. С этого года на государственных речных пароходах работали передвижные почтовые отделения.
В 1976 году было создано почтовое ведомство Гамбии в его нынешнем виде.
В 2005 году Национальная ассамблея Гамбии приняла закон об учреждении Корпорации почтовой связи Гамбии (Gampost).

## Выпуски почтовых марок

### Первые почтовые марки
Первые почтовые марки Гамбии были выпущены в марте 1869 года.. На первых выпусках (до 1886) был изображён рельефный портрет королевы Виктории.

### Последующие выпуски
Для последующих выпусков Гамбии характерны обычные рисунки почтовых марок британских колониальных владений.
В 1935 году в Гамбии были эмитированы первые памятные марки.
Для почтовых марок британской Гамбии характерны надписи: англ. «Gambia» («Гамбия»), «Postage & revenue» («Почтовый и гербовый сборы»).
В 1963 году предоставление Гамбии самоуправления было отмечено соответствующими надпечатками.
В период с 1869 года по 1963 год всего были эмитированы 184 почтовые марки.

### Независимость
Гамбия обрела независимость 18 февраля 1965 года как конституционная монархия в рамках Содружества наций.
Это событие было отмечено выпуском памятных марок, а также надпечаткой на стандартных почтовых марках колониального периода «Independence»(«Независимость, 1965»).
24 апреля 1970 года Гамбия стала республикой.
Первый почтовый блок был издан в 1976 году.
В 1979 году в Гамбии были выпущены самоклеящиеся почтовые марки в марочных буклетах.
Почтовые марки, выпускаемые в Гамбии с конца 1970-х годов почти целиком направлены на тематический филателистический рынок.

### Легендарные герои Африки
«Легендарные герои Африки» — серия почтовых марок, одновременно выпущенная Гамбией, Либерией и Сьерра-Леоне в марте 2011 года в честь евреев-героев освободительной борьбы ЮАР.